# 1892
Cette page concerne l'année 1892 (MDCCCXCII en chiffres romains) du calendrier grégorien.
L'année 1892 est une année bissextile qui commence un vendredi.

## Événements

### Afrique
- 6 janvier : premier traité de protectorat en Grande Comore. Les Comores sont soumises à un résident français, Léon Humblot[1].

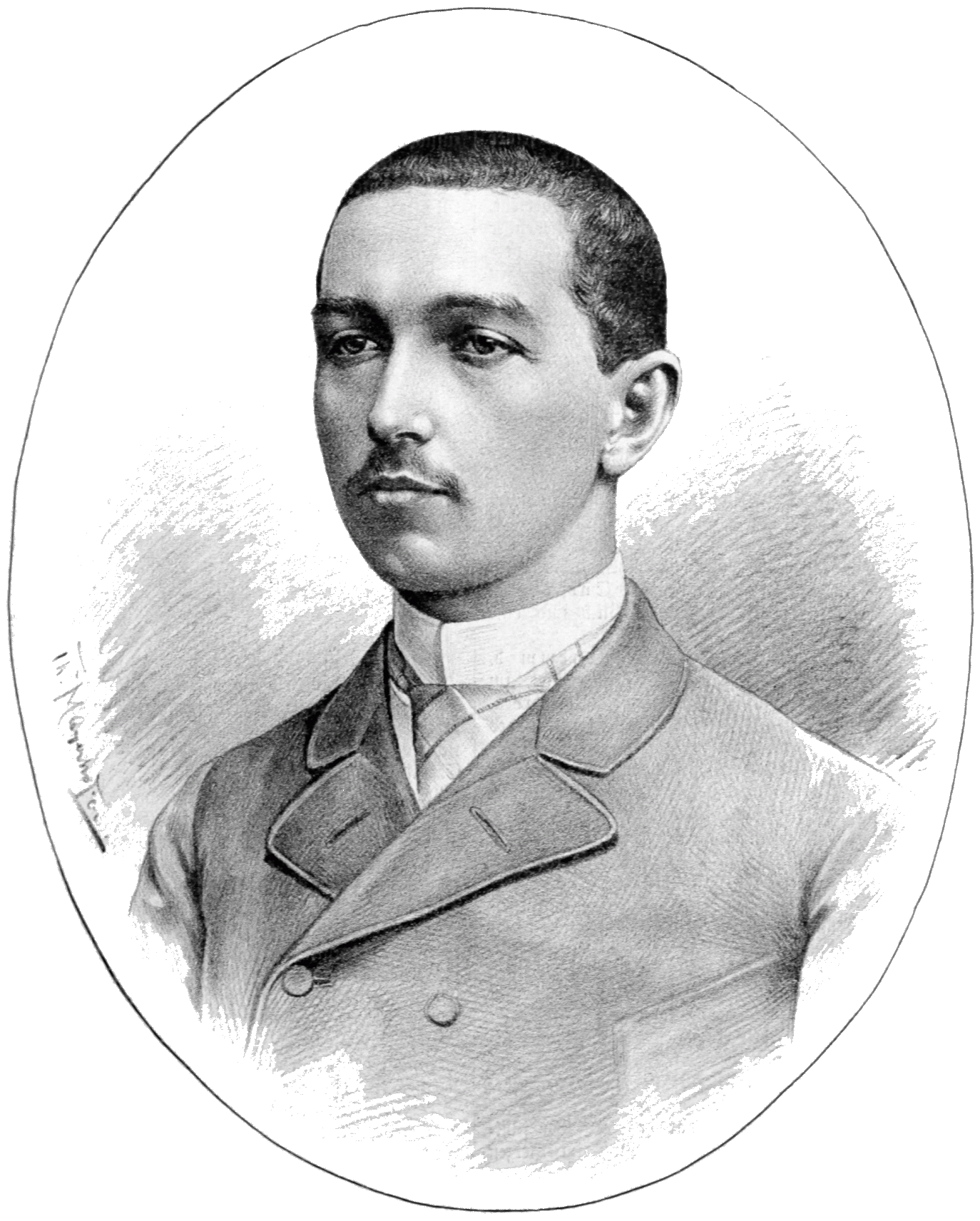
8 janvier : Abbas Hilmi II, khédive d’Égypte.

- 8 janvier : le sultan Abdülhamid II publie le firman d’investiture de ‘Abbas Hilmi II, khédive d’Égypte[2]. Il tente de s’affranchir de la tutelle britannique mais sa marge de manœuvre est réduite.
- 10 janvier : une mission menée par Casimir Maistre quitte Bordeaux. Elle atteint Bangui le 2 juin avant d’explorer les régions centrafricaines. Le 21 août elle obtient un traité de protectorat du chef Kandia à Bogadou. Elle progresse jusqu’au Gribingui et au Logone, aux confins du Baguirmi, mais ne peut atteindre le lac Tchad faute de ravitaillement suffisant et oblique vers l’ouest par Yola sur la Bénoué et le Niger en mars 1893[3].
- 11 janvier : bataille de Diamanko. Une colonne française commandée par Humbert lance une nouvelle offensive contre Samori Touré et occupe Bissandougou (12 janvier)[4], Sanankoro et Kerwane (26 janvier) .
- 24 janvier : Mwanga et les chefs catholiques du Bouganda sont battus par les Britanniques à Namirembe[5]. Les protestants maîtres du Bouganda, la mission du capitaine Frederick Lugard (imposer l’application des accords d’Heligoland de juillet 1890) est terminée.
- 8 février, Tunisie : par décret, la France fait réviser les droits du bey de Tunis sur les « terres mortes ». La France annexe au domaine de l’État les terres vendues au XVIe siècle à la famille Siala. Ces terres sont redistribuées aux colons, tout comme les terres de Makhnassi[6].
  - Ces mesures sont toutefois insuffisantes car ces terres sont en général de mauvaise qualité. En accord avec les autorités tunisiennes, les Français obtiennent alors la location à long terme des habous publics et privés (biens religieux), en principe inaliénables.
  - L’acquisition de nouvelles terre par les colons en Tunisie fait progresser de façon spectaculaire la production de céréales, des vignobles et des oliveraies.[réf. nécessaire]
- 13 février : le ministre britannique à Tanger sir Charles Evan Smith fait une offre de protection au sultan du Maroc Mulay Hassan, qui sur le point d’accepter, la repousse au dernier moment (30 juin)[7].
- 9 avril, État indépendant du Congo : le marchand arabe Rumaliza rencontre à Mtowa les troupes de la Société antiesclavagiste belge ; il assiège Albertville sur le Tanganika pendant 9 mois, où Jacques de Dixmude s’est retranché[8].
- 6 et 9 mai : Francis Dhanis bat à deux reprises le chef Congo Lutété, qui, s’est déclaré vassal de Sefu bin Hamid, fils de Tippo Tip, le sultan de Kassongo[8]. Début des campagnes anti-arabes dans l’État indépendant du Congo (1892-1895).
- 16 juin : victoire italienne sur les Mahdistes au combat de Serobeti[9].
- 2 août : fondation de la Consolidated Gold Fields en Afrique du Sud[10].
- 12 août : le sultan de Zanzibar attribue à l’Italie pour vingt-cinq ans et pour 160 000 roupies les ports de Brava, Merka, Mogadiscio et Ouarcheikh[11].
- 22 août : la mission Monteil, partie de Saint-Louis du Sénégal en octobre 1890, quitte Kouka, la capitale du Bornou pour traverser le Sahara. Elle est à Tripoli le 10 décembre[12].
- 27 août : le Soudan français devient une colonie indépendante du Sénégal[13]. Kayes, sur le haut Sénégal, est choisie comme capitale jusqu’en 1899.
- 29 septembre, bouches du Niger : début de la seconde mission du lieutenant de vaisseau Mizon qui remonte le cours du Niger et de la Bénoué sur la Mosca et le Sergent-Malamine en direction de l'Adamaoua[14]. L’adjudant François Chabredier, du 12e régiment d’infanterie, en fera la relation (fin le 12 octobre 1893).
- 4 octobre : traité de commerce franco-marocain[15]. La France annexe les confins algéro-marocains. Le Makhzen ayant renoncé à entrer en guerre, les deux parties concluent un traité commercial. La politique marocaine de la France déclenche une violente campagne de presse en Grande-Bretagne où l’on évoque un partage du Maroc[16].
- 17 octobre : inauguration par le khédive Abbas Helmy II du Musée gréco-romain d’Alexandrie, fondé sur l’initiative l’Italien Giuseppe Botti (it)[17].
- 30 octobre et 5 décembre : décrets de Léopold II divisant l’État indépendant du Congo en zones économiques. Fondations de la Société anversoise et de l’ABIR (Anglo-Belgian India Rubber and Exploration Company), compagnies pour l’exploitation du Congo, dont elles pillent les ressources naturelles[18].
- 17 novembre : prise de la capitale du roi Béhanzin, Abomey, par le général Alfred Dodds[19]. 10 000 soldats du Dahomey s’opposent à 2 092 tirailleurs sénégalais lors de la prise de la ville.
- 3 décembre : les Français établissent leur protectorat sur le Dahomey[20]. Béhanzin continue la lutte jusqu’en 1894.

- Les troupes du chef Rabah, après leur échec au Ouadaï, envahissent le Baguirmi et en incendient la capitale, Massenia en 1893[21].
- Campagne de l’Asante contre Nkoranza (1892-1893)[22].
- Kadungure Mapondera (en), « bandit d’honneur », lutte contre les Européens en Rhodésie et au Mozambique. En 1894, il refuse de payer l’impôt de case, se déclare indépendant de la British South Africa Company et passe au Mozambique septentrional, suivi de ses partisans les plus fidèles. Il est capturé le 30 août 1903[23].

### Amérique
- 1er janvier : ouverture du centre d’accueil des immigrants à Ellis Island[24].
- 5 janvier : en exil aux États-Unis, le patriote José Martí fonde le parti révolutionnaire cubain[25].
- 15 mars : José María Reina Barrios est élu président de la République du Guatemala[26]. Il fera construire le chemin de fer qui reliera la capitale à Puerto Barrios, sur l’Atlantique.
- 29 juin : Homestead Strike, grève des aciéries Carnegie aux États-Unis[27].
- 12 octobre : Luis Sáenz Peña succède au vice-président Carlos Pellegrini comme président de la République argentine[28]. Il tente en vain de mettre fin au trafic dans lequel sont impliqués des officiers de marine et doit laisser en 1894 la place au vice-président Uriburu, qui termine le mandat.
- 8 novembre : Grover Cleveland est élu président des États-Unis[29].

### Asie et Pacifique

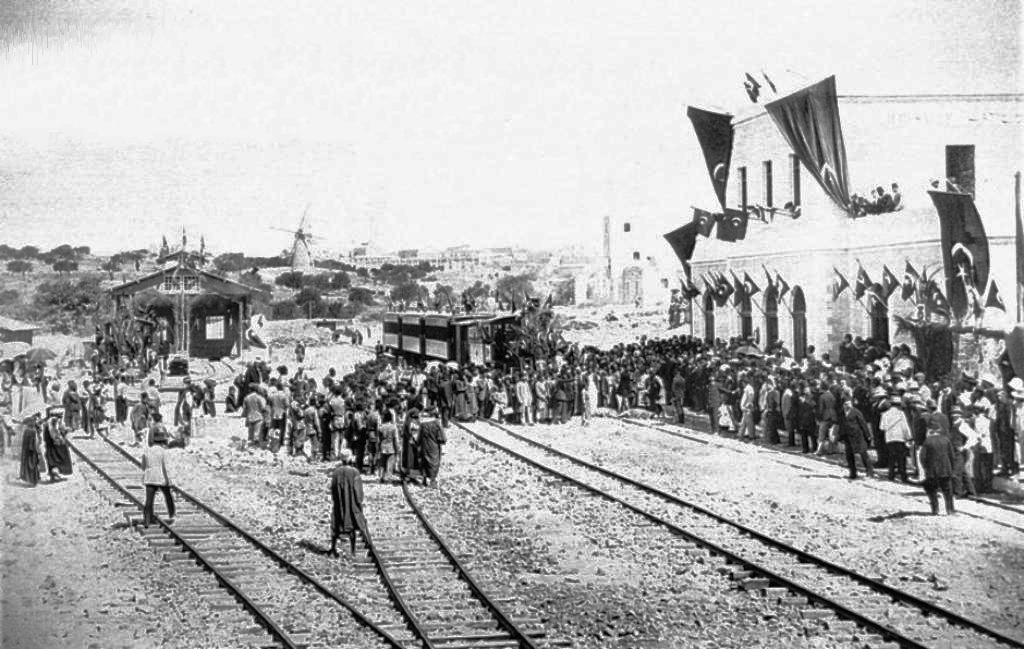
Inauguration de la gare de Jérusalem.

- 15 février, Japon : les deuxièmes élections à la Diète sont marquées par une campagne électorale particulièrement sanglante. Le ministre de l’intérieur ayant ordonné à la police de soutenir les candidats gouvernementaux, les heurts avec l’opposition se soldent par la mort de 25 personnes[30].
- Février : l’archéologue français Jacques de Morgan, en mission en Iran en 1889, publie dans les Annales des Mines « Notes sur les gîtes de naphte de Kend-e-Chirin », probablement la première publications européenne décrivant les gisements de pétrole iraniens[31].
- 13 mars : protectorat britannique officiel sur le Bahreïn (complète le traité de 1861)[32].
- 1er avril : le roi Rama V publie un édit de réorganisation du gouvernement en Thaïlande. Les six ministères originaux sont remplacés par douze ministères. Le prince Damrong Rajanubhab, nommé ministre de l’Intérieur, lance une réforme administrative (1892-1897) : les états vassaux sont intégrés au pays en tant que provinces. Les provinces (changwat) sont réunies dans 18 régions (monthon)[33].

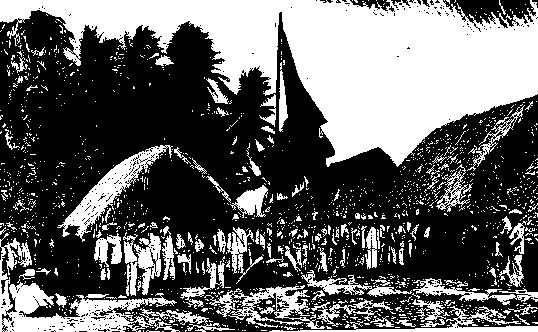
27 mai : déclaration du protectorat britannique sur les îles Gilbert et Ellice à Abemama par le capitaine Davis

- 27 mai, Micronésie : le gouvernement britannique crée ses protectorats sur les îles Gilbert et les îles Ellice[34]..
- 20 juin : Indian Councils Act. Les pouvoirs des conseils législatifs sont élargis en Inde britannique[35].
- 29 juin : mort de Wassa Pacha, gouverneur du Liban[36]. Les Ottomans nomment le 15 août un gouverneur intérimaire, Naoum Pacha, le président en exercice du Medjilis central[37]. C’est le premier libanais nommé à ce poste.
- Juin : les troupes russes forcent les Chinois à abandonner leur forteresse de Ak-tash et occupent les territoires situés à l’est de la chaîne de Sarikol (Kazakhstan)[38]. En 1894, après un échange de notes diplomatiques, les Chinois et les Russes décident de maintenir leurs positions respectives en attendant le règlement final de la question du Pamir.
- 3 juillet (Philippines) : l’écrivain José Rizal, de retour de Hong Kong, fonde la Liga Filipina, mouvement réformiste[39].
- 7 juillet : arrestation de José Rizal, qui est exilé dans l’île de Mindanao. Début des mouvements indépendantistes aux Philippines. Andrés Bonifacio fonde à Manille la Katipunan (société secrète des fils de la terre), animée par des francs-maçons. Ses activités anti-espagnoles provoqueront une réaction violente du gouvernement colonial[39].
- Juillet : Jamal Al Dîn Al Afghani, pourfendeur des athées, auteur de Réfutation des matérialistes (1870) est accueilli pour la seconde fois par le sultan Abdül-Hamid II à Constantinople[40]. Sa présence contribue à la tendance panislamiste de l’époque hamidienne, qui correspond davantage à un retour à la théocratie qu’à celui de l’islam dans l’État ottoman.
- 8 août : l’empereur du Japon nomme Itō Hirobumi Premier ministre ; la diète, qui n’approuve pas ce choix, envoie une adresse à l’empereur en février 1893. Elle est dissoute en décembre 1893[30].
- 21 septembre : création à Constantinople d’une école des tribus (Aşiret Mektebi)[41]. Elle accueille les fils des tribus arabes et des grandes familles du Levant. L’objectif est de développer un sentiment loyaliste à l’égard de l’empire parmi les notables arabes susceptibles d’être la cible des nationalistes.

- Inde : fondation de la ville de Lyallpur en plan en étoile (aujourd’hui Faisalabad au Pakistan)[42].

### Europe
- 17 janvier-27 mai : Joaquim Pedro de Oliveira Martins est ministre des finances au Portugal[43]. Il instaure un tarif protectionniste qui favorise le commerce colonial.
- Janvier : en Hongrie, le Parti national roumain réuni à Sibiu se donne Ioan Rațiu (ro) comme président et rédige un Mémorandum (en) à l’adresse de l’empereur pour dénoncer la politique d’oppression de Budapest et formuler de nouveau les revendications roumaines. Le 28 mai, une délégation de plus de 200 personnes le porte à Vienne, mais François-Joseph Ier d’Autriche refuse de les recevoir et renvoie le texte non décacheté à Budapest. Le gouvernement hongrois crie à la trahison et fait passer les leaders en jugement[44].
- 20 février : encyclique Inter innumeras sollicitudines  (Au milieu des sollicitudes) du pape Léon XIII, qui recommande le ralliement des catholiques français à la République[45].ne partie des catholiques à la République.
- 14 - 18 mars : premier congrès des Syndicats libres réunis à Halberstadt en Allemagne sous la houlette de Carl Legien[46]. Création de l’Union générale des syndicats, qui regroupe les travailleurs localement et par fédérations de métiers.
- 25 et 27 mars : le premier congrès de l’Unió Catalanista réuni à Manresa présente les Bases pour la Constitution régionale catalane, définissant un projet d'autogouvernement pour la Catalogne[47].

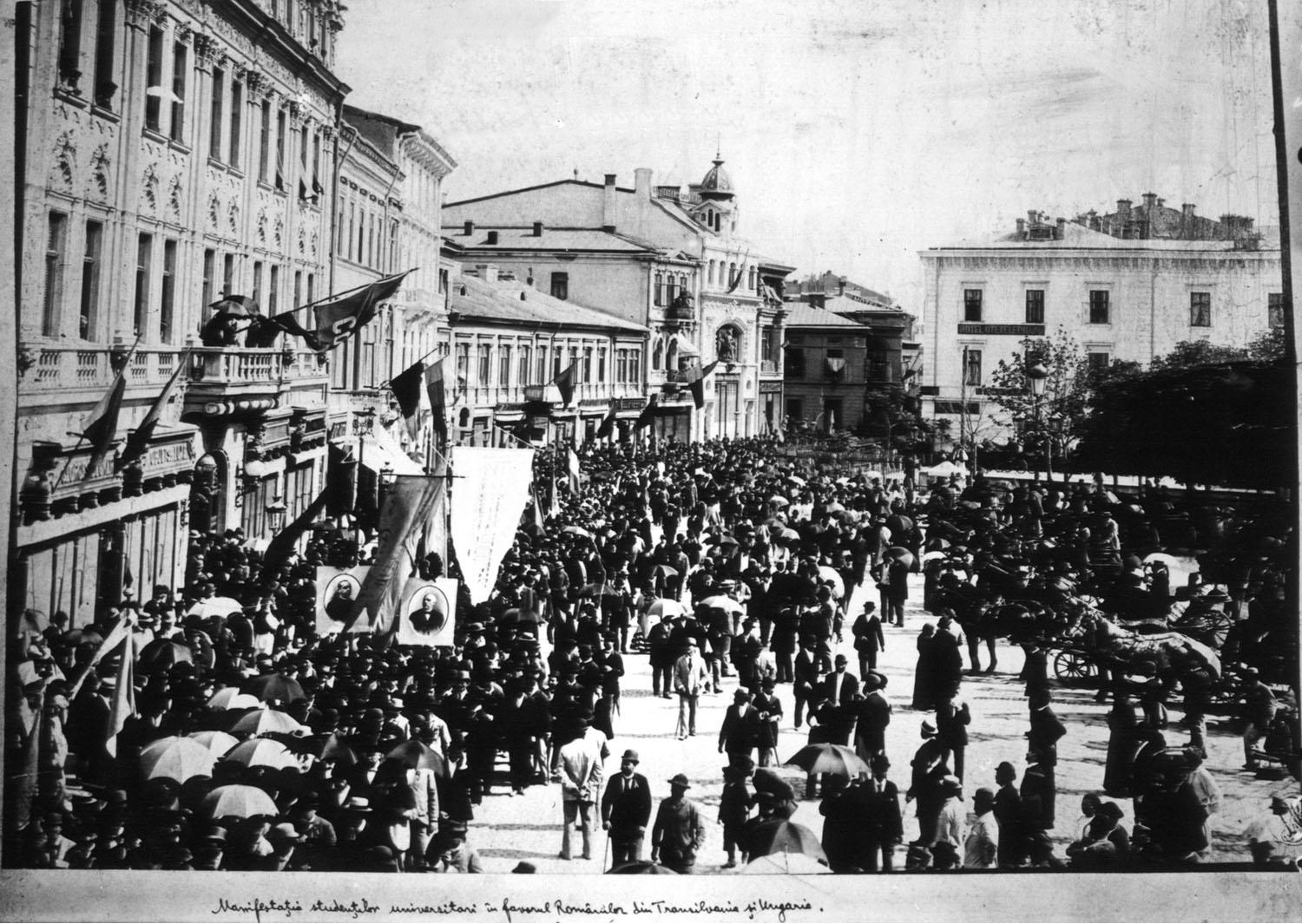
Manifestation estudiantine en faveur du Mémorandum des Roumains de Transylvanie à Bucarest en juin.

- 23 juin (11 juin du calendrier julien) : contre réforme municipale en Russie[48]. 2/3 des électeurs sont éliminés par relèvement du cens, le contrôle administratif est renforcé. Les Juifs perdent leurs droits d’électeur aux Doumas.
- 2 août : le ministre des Finances autrichien Emil Steinbach met en place la réforme monétaire préparée par son prédécesseur Julian Dunajewski. Il remplace l’étalon argent par l’étalon or et le florin par la couronne[49].
- 15 août : début du ministère libéral de William Gladstone, Premier ministre du Royaume-Uni (fin en 1894)[50].
- 17 août : convention militaire franco-russe (fin en 1917), ratifiée le 27 décembre 1893 par la Russie et le 4 janvier 1894 par la France[51]. L’accord prévoit la mobilisation des deux partenaires en cas de mobilisation d’un des membres de la Triplice, et en cas d’agression l’intervention immédiate des troupes. Les signataires s’engagent à ne pas signer de paix séparée.

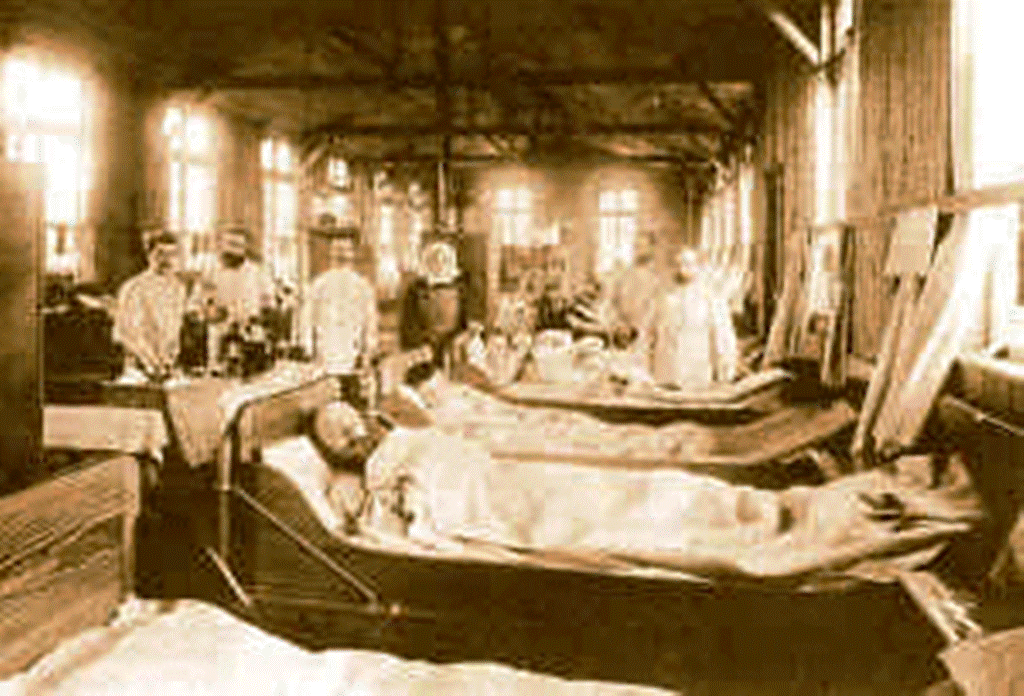
Épidémie de choléra à Hambourg

- 25 août : le biologiste Robert Koch réussit à obtenir que l’eau soit filtré à Hambourg, permettant d’enrayer l’épidémie de choléra[52].
- 30 août : Serge Witte devient ministre des Finances en Russie[53]. Il prend modèle sur les théories de l’économiste allemand Friedrich List : il entend mettre fin à la crise agricole par le développement industriel accéléré (1892-1903).
- Septembre : une épidémie de choléra se propage en Russie et en Europe[54].
- 22 septembre : meurtre du Petit Pâtissier, informateur de la police chez les anarchistes de Saint-Denis[55],[56].
- 17 novembre : cabinet Sándor Wekerle en Hongrie (fin en 1895)[57].
- 17-23 novembre : fondation à Paris du parti socialiste polonais (PPS)[58].
- 20 novembre : suicide du banquier Jacques de Reinach dû au scandale de Panama[59].
- 21 novembre : scandale de Panama en France[59].
- 8 décembre : réunion à Berlin du Congrès du parti conservateur allemand. Son programme expose les grandes lignes d’un État à structure féodale et monarchiste, et dénonce « l’influence pourrissante » des Juifs et des sociaux-démocrates[60].
- 11 décembre : le parti libéral de Práxedes Mateo Sagasta gouverne en Espagne jusqu’en 1895[61].

- Troubles agraires en Hongrie[62].
- Réforme du ministre des Finances Nicolaas Pierson aux Pays-Bas (1892-1893) : création de l’impôt sur le revenu du capital[63].
- Nikolaï Mikhaïlovski dirige la revue La richesse russe (Russkoe bogatstvo). Développement en Russie du « populisme légal », reprenant l’idée d’un socialisme fondé sur le mir paysan et les groupements de petits producteurs[53].

## Naissances en 1892
- 1er janvier :
  - Boris Mirkine-Guetzevitch, juriste russe, professeur de droit constitutionnel (†1er avril 1955).
  - Patrick Walsh, homme politique américain († 25 décembre 1978).
  - Lucille Younge, actrice américaine d'origine française († 2 août 1934)[64].
- 2 janvier : Maurice F. Perrot, peintre français († 29 septembre 1974).
- 3 janvier : John Ronald Reuel Tolkien, écrivain britannique († 2 septembre 1973).
- 6 janvier : Robert Fontené, peintre, graveur et illustrateur français de l'École de Paris († 4 juin 1980).
- 8 janvier : Achille Gama Malcher, footballeur brésilien († 29 juillet 1958).
- 15 janvier : William Beaudine, réalisateur américain († 18 mars 1970).
- 16 janvier : Paul Preyat, sculpteur et peintre français († 24 septembre 1965).
- 17 janvier : Igor Terentiev, poète et peintre russe puis soviétique († 17 juin 1937).
- 18 janvier : Oliver Hardy, acteur américain († 7 août 1957).
- 20 janvier : Harold Huth, acteur, réalisateur et producteur britannique († 26 octobre 1967).
- 22 janvier : Marcel Dassault, ingénieur, homme politique et entrepreneur français († 17 avril 1986).
- 24 janvier : Ksenia Bogouslavskaïa, peintre, illustratrice et décoratrice de théâtre russe puis soviétique († 3 mai 1971).
- 25 janvier : Abram Brazer, sculpteur, graphiste et peintre russe puis soviétique († 15 juillet 1942).
- 27 janvier : Elisabeth-Françoise de Habsbourg-Lorraine, archiduchesse d 'Autriche, princesse de Toscane, petite-fille de l'empereur François-Joseph Ier († 29 janvier 1930).
- 28 janvier : Ernst Lubitsch, réalisateur allemand († 30 novembre 1947).
- 29 janvier : Joseph Rossi, peintre français d'origine suisse († 22 juin 1930).
- 30 janvier : Charles Haubiel, compositeur américain († 26 août 1978).
- 31 janvier : Eddie Cantor, acteur, scénariste, producteur et compositeur américain († 10 octobre 1964).
- 4 février : Yrjö Kilpinen, compositeur finlandais († 2 mars 1959).
- 8 février : Luigi Bartolini, graveur, écrivain, poète et peintre italien († 16 mai 1963).
- 11 février : Else Hirschberg, chimiste allemande († 1942).
- 13 février : Shima Seien, peintre nihonga japonaise († 5 mars 1970).
- 14 février : André Claudot, dessinateur, peintre, militant libertaire anticlérical, antimilitariste, puis socialiste († 13 juin 1982).
- 17 février : Georges Artemoff, peintre et sculpteur français d'origine russe († 9 juillet 1965).
- 18 février : Sadamichi Hirasawa, peintre de tempera japonais († 10 mai 1987).
- 20 février : Jean Frois-Wittmann, psychanalyste français († 2 octobre 1937).
- 21 février : Franciszek Szymczyk, coureur cycliste sur piste polonais († 5 novembre 1976).
- 23 février :
  - René Crevel, architecte, décorateur et peintre français († 2 décembre 1971).
  - Franz Koritschoner, homme politique autrichien († 8 juin 1941).
- 24 février ou 24 mars : Vladimir Stoytchev, officier bulgare († 27 avril 1990).
- 25 février : Alexandre Tcherviakov, homme politique russe puis soviétique († 16 juin 1937).
- 26 février : Émile Coulonvaux, homme politique belge et militant wallon († 10 mars 1966).
- 27 février :
  - William Demarest, acteur américain († 28 décembre 1983).
  - Camille Graeser, peintre, architecte d'intérieur, designer et graphiste suisse († 21 février 1980).
- 28 février :
  - Ernest Correlleau, peintre français († juillet 1936).
  - Heihachirō Fukuda, peintre nihonga et designer japonais († 22 mars 1974).
- 29 février : Arsène Alancourt, coureur cycliste français († 20 avril 1965).
- 1er mars : Ryūnosuke Akutagawa, écrivain japonais († 24 juillet 1927).
- 8 mars : Gustave Fiévet, homme politique belge († 2 janvier 1957).
- 9 mars : Paul Suter, coureur cycliste suisse († 6 avril 1966).
- 10 mars :
  - Arthur Honegger, compositeur d'origine suisse († 27 novembre 1955).
  - Kalle Kauppi, professeur d'université et homme politique finlandais († 29 octobre 1961).
- 13 mars : Jeanne Kosnick-Kloss, peintre abstraite française d'origine allemande († 23 avril 1966).
- 15 mars : Charles Nungesser, aviateur français († 8 mai 1927).
- 16 mars : César Vallejo, poète péruvien († 15 avril 1938).
- 17 mars : Aleksandra Beļcova, peintre russe et lettone († 1er février 1981).
- 25 mars : Andy Clyde, acteur écossais († 18 mai 1967).
- 27 mars : Ferenc Farkas de Kisbarnak, chef scout et général hongrois († 14 avril 1980).
- 28 mars :
  - Gustave Ganay, coureur cycliste français († 23 août 1926).
  - Valdemārs Tone, peintre letton († 30 juillet 1958).
- 29 mars :
  - József Mindszenty, cardinal hongrois († 6 mai 1975).
  - Louis Thomas, architecte et peintre français († 28 février 1989).
- 30 mars :
  - Fortunato Depero, peintre italien († 29 novembre 1960).
  - Erwin Panofsky, historien de l'art et essayiste américano-allemand († 14 mars 1968).
- 31 mars : Primo Magnani, coureur cycliste italien († 17 juin 1969).
- 4 avril :
  - Armand Assus, peintre français († 28 juin 1977).
  - Ernesto Pastor, matador portoricain († 12 juin 1921).
  - Edith Södergran, poétesse finlandaise d’expression suédoise († 24 juin 1923).
- 10 avril : Victor de Sabata, chef d'orchestre et un compositeur italien († 11 décembre 1967).
- 13 avril : Florent Méreau, peintre français († 28 septembre 1953).
- 14 avril :
  - Bhimrao Ramji Ambedkar, juriste et homme politique indien († 6 décembre 1956).
  - Juan Belmonte, matador espagnol († 8 avril 1962).
- 15 avril :
  - Joseph-Charles Lefèbvre, cardinal français, archevêque de Bourges († 2 avril 1973).
  - Manuel Quiroga Losada, violoniste et compositeur espagnol († 19 avril 1961).
- 16 avril : Jean Camille Cipra, peintre austro-hongrois puis tchécoslovaque et français († 10 avril 1952).
- 19 avril : Germaine Tailleferre, compositrice française, membre des Six († 7 novembre 1983).
- 20 avril : Kenneth Kent, acteur britannique († 17 novembre 1963).
- 22 avril : Eduardo Ávalos, homme politique argentin († 17 mai 1971).
- 24 avril :
  - Jack Hulbert, acteur, scénariste, réalisateur et compositeur britannique († 25 mars 1978).
  - Italo Mus, peintre italien († 15 mai 1967).
- 28 avril : Georges Antoine, compositeur belge († 15 novembre 1918).
- 29 avril : Belarmino Tomás, syndicaliste et homme politique socialiste espagnol († 14 septembre 1950).
- 30 avril : Norbert Sprongl, compositeur autrichien († 26 avril 1983).
- 2 mai : Manfred von Richthofen, aviateur allemand († 21 avril 1918).
- 4 mai : Suzanne Lalique-Haviland, illustratrice, décoratrice d'intérieur et peintre française († 16 avril 1989).
- 7 mai :
  - Josip Broz Tito (dit Tito), chef d'État yougoslave († 4 mai 1980).
  - Ivan Šubašić, avocat et homme politique yougoslave de souche croate († 22 mars 1955).
- 9 mai :
  - Zita de Bourbon-Parme, dernière impératrice d'Autriche († 14 mars 1989).
  - Marek Szwarc, peintre et sculpteur polonais d'origine juive († 28 décembre 1958).
- 10 mai : Seison Yamaguchi, poète japonais († 15 décembre 1988).
- 12 mai : Carlo Suarès, écrivain, peintre et cabaliste français († 16 juillet 1976).
- 14 mai : Arthur Lourié, compositeur américain d'origine russe († 12 octobre 1966).
- 17 mai : Sakubei Yamamoto, mineur, peintre et illustrateur autodidacte japonais († 19 décembre 1984).
- 19 mai : Araldo di Crollalanza, journaliste et homme politique italien († 18 janvier 1986).
- 20 mai :
  - Harry J. Anslinger, homme politique et journaliste américain († 14 novembre 1975).
  - Jimmy James, acteur britannique († 4 août 1965).
- 23 mai : Emma Kunz, guérisseuse, radiesthésiste et peintre suisse († 16 janvier 1963).
- 26 mai : Chevalier Milo, peintre français († 2 décembre 1973).
- 27 mai : Chan Nak, premier ministre cambodgien († 7 novembre 1954).
- 29 mai :
  - Georges-Armand Masson, journaliste, écrivain et peintre français († 1er novembre 1977).
  - Amadeo Sabattini, pharmacien, médecin et homme politique argentin († 29 février 1960).
- 30 mai :
  - Fernando Amorsolo, peintre philippin († 24 avril 1972).
  - Gio Colucci, peintre, graveur, illustrateur, céramiste et sculpteur italien († 5 octobre 1974).
  - Luce Fabiole, actrice française († 5 mai 1982).
- 31 mai :
  - Louis Fourestier, violoncelliste, chef d'orchestre et compositeur français († 30 septembre 1976).
  - Michel Kikoine, peintre français d'origine russe († 4 novembre 1968).
  - Bohuslav Reynek, poète, écrivain, peintre, graveur, illustrateur et traducteur austro-hongrois puis tchécoslovaque († 28 septembre 1971).
- 13 juin : Basil Rathbone, acteur britannique († 21 juillet 1967).
- 15 juin : Clifford McLaglen, acteur anglais († 7 septembre 1978).
- 16 juin :
  - Ellen Schulz Quillin, botaniste américaine († 6 mai 1970).
  - Lupino Lane, acteur et réalisateur anglais († 10 novembre 1959).
- 18 juin : Victor Fontan, coureur cycliste français († 2 janvier 1982).
- 23 juin :
  - Edmund Cobb, acteur américain († 15 août 1974).
  - Mieczysław Horszowski, pianiste polonais naturalisé américain († 22 mai 1993).
- 24 juin : Pierre Daye, journaliste et écrivain belge († 24 février 1960).
- 26 juin :
  - Pearl Buck, romancière américaine († 6 mars 1973).
  - Neal Burns, acteur, scénariste et réalisateur américain († 3 octobre 1969).
- 27 juin :
  - Paul Colin, peintre, dessinateur, costumier, scénographe, affichiste et  lithographe français († 18 juin 1985).
  - Robert Ellis, réalisateur et scénariste américain († 29 décembre 1974).
- 28 juin : Yves Dieÿ, peintre figuratif français († 22 juillet 1984).
- 1er juillet : Jean Lurçat, peintre et décorateur français († 6 janvier 1966).
- 3 juillet : Émile Malespine, médecin, psychiatre, écrivain, peintre, théoricien, éditeur, poète, homme de théâtre, de cinéma et de radio et concepteur de mobilier français († 25 mars 1952).
- 7 juillet :
  - Adolphe Deteix, peintre français († 24 septembre 1967).
  - Pavel Korine, peintre russe puis soviétique († 22 novembre 1967).
- 8 juillet : Torsten Carleman, mathématicien suédois († 11 janvier 1949).
- 9 juillet : Paul Westermeier, acteur allemand († 17 octobre 1972).
- 10 juillet : Ján Móry, compositeur et enseignant slovaque († 5 mai 1978).
- 12 juillet :
  - François-Martin Salvat, peintre, graveur et illustrateur français († 15 novembre 1974).
  - Julien Saraben, illustrateur et peintre français († 12 décembre 1979).
  - Bruno Schulz, écrivain et graphiste polonais († 19 novembre 1942).
- 13 juillet :
  - André Boursier-Mougenot, peintre figuratif, illustrateur, auteur, photographe et cinéaste français († 11 février 1971).
  - Mirsäyet Soltanğäliev, bolchevik russe puis soviétique († 28 janvier 1940).
- 15 juillet : Iti Bacci, homme politique et dirigeant sportif italien († 11 janvier 1954).
- 20 juillet : Charles Loupot, affichiste et graphiste français († 18 octobre 1962).
- 21 juillet : Nguyen Phan Chanh, peintre vietnamien († 22 novembre 1984).
- 23 juillet : Hailé Sélassié Ier (prince Tafari Mekonen), futur empereur d'Éthiopie († 27 août 1975).
- 24 juillet :
  - Marcel Gromaire, peintre français († 11 avril 1971).
  - Edy Legrand, illustrateur et peintre français († 2 septembre 1970).
- 26 juillet :
  - Enric Casals i Defilló, compositeur, violoniste et chef d'orchestre espagnol († 31 juillet 1986).
  - Philipp Jarnach, pianiste et compositeur allemand d'origine espagnole († 17 décembre 1982).
- 28 juillet : Joe E. Brown, acteur, comédien et commentateur sportif américain († 6 juillet 1973).
- 31 juillet : Herbert W. Armstrong (en), fondateur de l'Église universelle de Dieu († 16 janvier 1986).
- 3 août : Léon Laleau, poète, romancier, dramaturge, essayiste, journaliste et homme politique haïtien († 7 septembre 1979).
- 5 août : Valentine Tessier, comédienne française († 11 août 1981).
- 6 août : Henryk Józewski, peintre et homme politique polonais († 23 avril 1981).
- 7 août : Einar Forseth, peintre, illustrateur et artiste textile suédois († 5 décembre 1988).
- 9 août :
  - Paul Charlemagne, peintre et dessinateur français († 19 janvier 1972).
  - Shiyali Ramamrita Ranganathan, mathématicien et bibliothécaire indien († 27 septembre 1972).
  - Hans Reichel, peintre allemand naturalisé français († 7 décembre 1958).
- 12 août :
  - Charles Cerny, peintre austro-hongrois puis français († 16 février 1965).
  - Alfred Lunt, acteur américain († 3 août 1977).
- 15 août :
  - Gabriel Bau, footballeur espagnol († 7 octobre 1944).
  - Louis de Broglie, physicien français († 19 mars 1987).
  - Knud Jeppesen, musicologue et compositeur danois († 14 juin 1974).
- 18 août : Félix Appenzeller, peintre et sculpteur suisse († 29 juin 1964).
- 21 août : Charles Vanel, comédien français († 15 avril 1989).
- 24 août : Bernard J. Durning, acteur et réalisateur américain († 29 août 1923).
- 26 août : Gaetano Belloni, coureur cycliste italien († 9 janvier 1980).
- 27 août : 
  - Lucien Balozet, biologiste français († 21 décembre 1972).
  - Brand Blanshard, philosophe américain († 19 novembre 1987).
- 29 août : Ramón Alva de la Canal, peintre, illustrateur et éducateur mexicain († 4 avril 1985).
- 30 août : Michel Frechon, peintre français de l'École de Rouen († 22 juin 1974).
- 31 août : Wheeler Dryden, acteur et réalisateur britannique († 30 septembre 1957).
- 1er septembre : Raymond Cannon, acteur, réalisateur et scénariste américain († 7 juin 1977).
- 2 septembre : Felix Wolfes, compositeur et chef d'orchestre allemand († 28 mars 1971).
- 4 septembre :
  - Adrian Brunel, réalisateur, scénariste, acteur, monteur et producteur britannique († 18 février 1958).
  - Darius Milhaud, compositeur français († 22 juin 1974).
- 7 septembre : Michele Cascella, peintre, aquarelliste et pastelliste italien († 31 août 1989).
- 8 septembre : Natividad Almeda-López, féministe et magistrate philippine († 22 janvier 1977).
- 11 septembre :
  - Lucien Buysse, coureur cycliste belge († 3 janvier 1980).
  - Pinto Colvig, acteur, scénariste, réalisateur et compositeur américain († 3 octobre 1967).
- 15 septembre : Louis Favre, peintre, lithographe, écrivain et inventeur français († 17 avril 1956).
- 20 septembre : Kiffin Rockwell, pilote américain pendant la Première Guerre mondiale († 23 septembre 1916).
- 24 septembre : Anne-Marie Feuchères, peintre et pastelliste française († 25 janvier 1956).
- 27 septembre : Edmund Burns, acteur américain († 2 avril 1980).
- 1er octobre : Alejandro Rodríguez Apolinario, footballeur espagnol († 28 octobre 1972).
- 2 octobre :
  - Maurice Décamps, peintre français († 8 octobre 1953).
  - Henry Victor, acteur britannique († 15 mars 1945).
- 4 octobre : Joan Jameson, peintre irlandaise († 22 septembre 1953).
- 5 octobre : Chen Guofu, homme politique chinois († 25 août 1951).
- 9 octobre : Edwin L. Hollywood, réalisateur américain († 15 mai 1958).
- 16 octobre :
  - Dagfin Werenskiold, sculpteur et peintre norvégien († 29 juin 1977).
  - Adolf Ziegler, peintre allemand († 18 septembre 1959).
- 17 octobre : Otakar Jeremiáš, compositeur, chef d'orchestre et enseignant austro-hongrois puis tchécoslovaque († 5 mars 1962).
- 19 octobre :
  - Chen Gongbo, homme politique chinois († 3 juin 1946).
  - Ilmari Hannikainen, pianiste et compositeur finlandais († 25 juillet 1955).
  - Raymond Virac, peintre français † 10 février 1946).
- 23 octobre : Marcel Catelein, peintre français († 5 mai 1979).
- 27 octobre : Solomon Ioudovine, graphiste, peintre, graveur, photographe, illustrateur et ethnographe russe puis soviétique († 5 décembre 1954).
- 29 octobre : Pierre de Belair, peintre français († 16 avril 1956).
- 1er novembre : Alexandre Alekhine, joueur d'échecs russe puis français († 24 mars 1946).
- 4 novembre : Clarence Dietz Brenner, musicologue américain († 26 novembre 1977).
- 5 novembre : Francisco Armet de Castellví, footballeur espagnol († 23 mars 1973).
- 8 novembre : Enrico Fonda, peintre italien († 4 février 1929).
- 11 novembre : Marcel Slodki, peintre polonais († 20 décembre 1943).
- 13 novembre :
  - Germaine Desgranges, sculptrice et peintre française († 16 mars 1974).
  - Friedrich Gnaß, acteur allemand († 8 mai 1958).
- 17 novembre :
  - Max Deutsch, compositeur, chef d'orchestre et professeur de composition franco-autrichien († 22 novembre 1982).
  - Lucien Martial, peintre français († 12 février 1987).
- 20 novembre : Ford Quint Elvidge, homme politique américain († 14 juillet 1980).
- 23 novembre : Erté, peintre, sculpteur, illustrateur, designer et modéliste russe puis soviétique naturalisé français († 21 avril 1990).
- 25 novembre : Louis Fredericq, homme politique belge († 29 novembre 1981).
- 26 novembre : Charles Brackett, scénariste et producteur américain († 9 mars 1969).
- 27 novembre : Vsevolod Balitski, dirigeant de la police politique soviétique († 27 novembre 1937).
- 28 novembre : Alfred Lavergne, peintre français († 14 octobre 1969).
- 2 décembre : John G. Blystone, scénariste, acteur, réalisateur et producteur américain († 6 août 1938).
- 3 décembre : Jeanne Besnard-Fortin, peintre figurative française († 11 décembre 1978).
- 4 décembre : Francisco Franco, chef d'État espagnol († 20 novembre 1975).
- 5 décembre : Cyril Ring, acteur américain († 17 juillet 1967).
- 6 décembre : Rukmini Laxmipathi, femme politique indienne († 6 août 1951).
- 8 décembre : Albert Aubry, homme politique et résistant français († 11 août 1951).
- 11 décembre : Eugène Camille Fitsch, peintre, décorateur de théâtre, aquafortiste, lithographe et enseignant américain d'origine française († 1972).
- 12 décembre : George Cooper, acteur américain († 9 décembre 1943).
- 13 décembre : Vladimir Barjansky, peintre et illustrateur d'origine russe († 4 mars 1968).
- 14 décembre : Stevan Čalić, peintre serbe puis yougoslave († 9 juillet 1943).
- 18 décembre : Noël Roquevert, comédien français († 6 novembre 1973).
- 23 décembre : Madeleine Woog, peintre suisse († 22 avril 1929).
- 25 décembre :
  - Antoine Albitreccia, historien et géographe français († 27 août 1945).
  - Otto Nebel, peintre et poète allemand († 12 septembre 1973).
- 26 décembre : Don Barclay, acteur américain († 16 octobre 1975).
- 31 décembre : Auguste Trémont, peintre et sculpteur luxembourgeois († 23 octobre 1980).
- Date précise inconnue :
  - Antoinette Bonner, voleuse de bijoux roumano-américaine († 5 mars 1920).
  - Käthe Ephraim Marcus, peintre et sculptrice germano-israélienne († 1970).
- Vers 1892 :
  - Mutaga IV, sultan du Burundi († 1915).
  - Prempeh II, roi des Ashantis († 27 mai 1970).